# М-20 (самолёт)
М-20 - проект стратегического бомбардировщика, разрабатывавшийся Владимиром Михайловичем Мясищевым с 1967 года. Это был один из самолетов, разработанных в качестве аналога американской программы перспективных пилотируемых стратегических самолетов (AMSA), разработанной ВВС США в 1965 году для замены Boeing B-52. М-20 планировался в четырех различных конфигурациях, одна из которых получила дальнейшее развитие и стала М-18. Однако эти самолеты остались полностью на бумаге, поскольку руководство Советского Союза решило, что программу нового бомбардировщика будет осуществлять ОКБ Туполева. Конечным результатом стал Ту-160, до сих пор находящийся на вооружении российских ВВС.